# Соски, Андраш
Андраш Соски (венг. Szoszky András, 9 января 1887 — 24 октября 1945) — венгерский борец греко-римского стиля, призёр чемпионата Европы.

## Биография
Родился в 1887 году в Бекешчабе. В 1912 году принял участие в Олимпийских играх в Стокгольме, но не завоевал наград. В 1913 году выиграл неофициальный чемпионат Европы. На неофициальном чемпионате Европы 1914 года стал обладателем бронзовой медали.